# BSFA Award
De BSFA Award is een Britse sciencefictionprijs die jaarlijks wordt uitgereikt door de British Science Fiction Association (BSFA) in maximaal vier categorieën.
De BSFA Award bestond oorspronkelijk uit één categorie: romans. Hier kwamen later andere categorieën bij, zoals korter werk en kunstenaar (later 'kunst') in 1980, non-fictie in 2002 en werk voor jongere lezers in 2021. De prijzen zijn gebaseerd op een stemming door de leden van de BSFA en meer recent ook door leden van de Britse SF-conventie EasterCon.

## Winnaars

### Roman
- 2022 City of Last Chances door Adrian Tchaikovsky
- 2021 Shards of Earth door Adrian Tchaikovsky
- 2020 The City We Became door Nora K. Jemisin
- 2019 Children of Ruin door Adrian Tchaikovsky
- 2018 Embers of War door Gareth L. Powell
- 2017 The Rift door Nina Allan
- 2016 Europe in Winter door Dave Hutchinson
- 2015 House of Shattered Wings door Aliette de Bodard
- 2014 Ancillary Sword door Ann Leckie
- 2013 Ancillary Justice door Ann Leckie en Ack-Ack Macaque door Gareth L. Powell (ex aequo)
- 2012 Jack Glass door Adam Roberts
- 2011 The Islanders door Christopher Priest
- 2010 The Dervish House door Ian McDonald
- 2009 The City & The City door China Miéville
- 2008 The Night Sessions door Ken MacLeod
- 2007 Brasyl door Ian McDonald
- 2006 End of the World Blues door Jon Courtenay Grimwood
- 2005 Air door Geoff Ryman
- 2004 River of Gods door Ian McDonald
- 2003 Felaheen door Jon Courtenay Grimwood
- 2002 The Separation door Christopher Priest
- 2001 Chasm City door Alastair Reynolds
- 2000 Ash: A Secret History door Mary Gentle
- 1999 The Sky Road door Ken MacLeod
- 1998 The Extremes, door Christopher Priest
- 1997 The Sparrow door Mary Doria Russell
- 1996 Excession door Iain M. Banks
- 1995 The Time Ships door Stephen Baxter
- 1994 Feersum Endjinn door Iain M. Banks
- 1993 Aztec Century door Christopher Evans
- 1992 Red Mars door Kim Stanley Robinson
- 1991 The Fall of Hyperion door Dan Simmons
- 1990 Take Back Plenty door Colin Greenland
- 1989 Pyramids door Terry Pratchett
- 1988 Lavondyss door Robert Holdstock
- 1987 Grainne door Keith Roberts
- 1986 The Ragged Astronauts door Bob Shaw
- 1985 Helliconia Winter door Brian Aldiss
- 1984 Mythago Wood door Robert Holdstock
- 1983 Tik-Tok door John Sladek
- 198] Helliconia Spring door Brian Aldiss
- 1981 The Shadow of the Torturer door Gene Wolfe
- 1980 Timescape door Gregory Benford
- 1979 The Unlimited Dream Company door J.G. Ballard
- 1978 A Scanner Darkly door Philip K. Dick
- 1977 The Jonah Kit door Ian Watson
- 1976 Brontomek! door Michael G. Coney
- 1975 Orbitsville door Bob Shaw
- 1974 Inverted World door Christopher Priest
- 1973 Rendezvous with Rama door Arthur C. Clarke
- 1972 → geen prijs toegekend
- 1971 The Moment of Eclipse door Brian Aldiss (verzamelbundel)
- 1970 The Jagged Orbit door John Brunner
- 1969 Stand on Zanzibar door John Brunner

### Non-fictie
- 2022 Terry Pratchett: A Life with Footnotes door Rob Wilkins
- 2021 Worlds Apart: Worldbuilding in Fantasy and Science Fiction door Francesca T. Barbini
- 2020 It's the End of the World: But What Are We Really Afraid Of door Adam Roberts
- 2019 The Pleasant Profession of Robert A. Heinlein door Farah Mendlesohn
- 2018 On Motherhood and Erasure: People-Shaped Holes, Hollow Characters and the Illusion of Impossible Adventure door Aliette de Bodard
- 2017 Iain M. Banks door Paul Kincaid
- 2016 100 African Writers of SFF door Geoff Ryman
- 2015 Rave and Let Die: The SF and Fantasy of 2014 door Adam Roberts
- 2014 Science Fiction and Fantasy Writers in the Great War door Edward James
- 2013 Wonderbook door Jeff VanderMeer
- 2012 The World SF Blog door Lavie Tidhar
- 2011 The Encyclopedia of Science Fiction, Third Edition door John Clute, Peter Nicholls en David Langford
- 2010 Blogging the Hugos: Decline door Paul Kincaid
- 2009 Mutant Popcorn door Nick Lowe
- 2008 Rhetorics of Fantasy door Farah Mendlesohn
- 2007 Niet uitgereikt
- 2006 Niet uitgereikt
- 2005 Soundings: Reviews 1992-1996 door Gary K. Wolfe
- 2004 Niet uitgereikt
- 2003 Reading Science Fiction door Farah Mendlesohn
- 2002 Introduction to Maps: The Uncollected John Sladek door David Langford
- 2001 Omegatropic door Stephen Baxter